# Centre national d'athlétisme (Budapest)
Le Centre national d'athlétisme (en hongrois : [Nemzeti Atlétikai Központ]) est un stade d'athlétisme à Budapest, en Hongrie, construit pour les Championnats du monde d'athlétisme 2023. Le stade est construit sur la rive Est du Danube, au sud de Budapest, avec une capacité de 37 326 places pour les championnats, qui sera réduite à 14 351 par la suite.